# Nobuhiko Hasegawa

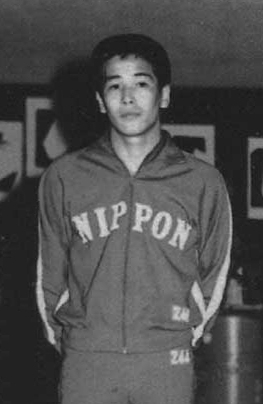
Nobuhiko Hasegawa, 1966

Nobuhiko Hasegawa (jap. 長谷川 信彦, Hasegawa Nobuhiko; * 5. März 1947 in Seto, Präfektur Aichi, Japan; † 7. November 2005 in Kiryū, Präfektur Gunma, Japan) gehörte in den 1960er und 1970er Jahren zu den besten Tischtennisspielern der Welt.
Nobuhiko Hasegawa wurde 1967 in Stockholm dreifacher Weltmeister (Herreneinzel, Herrenmannschaft und Mixed-Doppel) und 1969 in München noch einmal Weltmeister mit der Mannschaft, als er zusammen mit Shigeo Itoh und Mitsuru Kohno gegen das deutsche Team mit Eberhard Schöler, Bernt Jansen und Wilfried Lieck mit 5:3 gewann. Allerdings verlor er als noch amtierender Einzel-Weltmeister gegen Bernt Jansen und brachte sein Team an den Rand einer Niederlage. Hasegawa fiel gleichermaßen durch sein kompromissloses Offensivspiel wie durch seine unorthodoxe Schlägerhaltung (Shakehandgriff, Zeigefinger mitten auf der Rückhandseite) auf.
1975 heiratete Hasegawa und beendete gleichzeitig seine Laufbahn als Leistungssportler.

## Vereine
- Meiden-Oberschule des Aichi Institute of Technology
- Aichi Institute of Technology

## Erfolge
- Teilnahme an Tischtennisweltmeisterschaften
  - 1967 in Stockholm
    - 1. Platz Herreneinzel
    - 1. Platz mit Herrenteam
    - 1. Platz Mixed-Doppel (mit Noriko Yamanaka)
    - 3. Platz Doppel (mit Mitsuru Kohno)

  - 1969 in München
    - 1. Platz mit Herrenteam
    - 1. Platz Mixed-Doppel (mit Yasuko Konno)
    - 2. Platz Doppel (mit Tokio Tasaka)

  - 1971 in Nagoya
    - 2. Platz mit Herrenteam
    - 2. Platz Doppel (mit Tokio Tasaka)

  - 1973 in Sarajewo
    - 3. Platz mit Herrenteam

## Turnierergebnisse
| Verband | Veranstaltung           | Jahr | Ort       | Land | Einzel     | Doppel     | Mixed      | Team |
| ------- | ----------------------- | ---- | --------- | ---- | ---------- | ---------- | ---------- | ---- |
| JPN     | Asienmeisterschaft ATTU | 1974 | Yokohama  | JPN  | Gold       | Gold       | Halbfinale | 2    |
| JPN     | Asienmeisterschaft ATTU | 1972 | Peking    | CHN  | Gold       | Silber     | Gold       | 1    |
| JPN     | Asienmeisterschaft TTFA | 1970 | Nagoya    | JPN  | Gold       | Gold       | Gold       | 1    |
| JPN     | Asienmeisterschaft TTFA | 1968 | Jakarta   | INA  | Halbfinale | Gold       |            | 1    |
| JPN     | Asienmeisterschaft TTFA | 1967 | Singapur  | SIN  | Gold       | Silber     | Silber     | 1    |
| JPN     | Asienspiele             | 1974 | Teheran   | IRI  |            | Gold       |            | 2    |
| JPN     | Asienspiele             | 1966 | Bangkok   | THA  | Silber     | Silber     |            | 1    |
| JPN     | Weltmeisterschaft       | 1973 | Sarajevo  | YUG  | letzte 128 | letzte 32  | letzte 32  | 3    |
| JPN     | Weltmeisterschaft       | 1971 | Nagoya    | JPN  | letzte 16  | Halbfinale | letzte 16  | 2    |
| JPN     | Weltmeisterschaft       | 1969 | München   | FRG  | letzte 16  | Silber     | Gold       | 1    |
| JPN     | Weltmeisterschaft       | 1967 | Stockholm | SWE  | Gold       | Halbfinale | Gold       | 1    |